# Skåltjärnen (Föllinge socken, Jämtland)
Skåltjärnen är en sjö i Krokoms kommun i Jämtland och ingår i Indalsälvens huvudavrinningsområde.